# بازنشانی استراتژیک
بازنشانی استراتژیک یک چارچوب سیاستی بود که برای توقف تعامل غیرمولد ایالات متحده درعراق متلاشی شده و تقویت موضع ایالات متحده در سراسر خاورمیانه طراحی شده بود. در اصطلاح نظامی، «تنظیم مجدد» به «مجموعه ای از اقدامات برای بازگرداندن واحدها به سطح مطلوبی از توانایی رزمی متناسب با الزامات مأموریت آینده» اشاره دارد.
این پیشنهاد از به‌کارگیری قدرت نظامی، اقتصادی و دیپلماتیک ایالات متحده برای حفاظت از منافع حیاتی امنیت ملی به‌جای صرف این قدرت در تلاش برای تطبیق پیشرفت سیاسی در میان درگیری‌های متعدد داخلی و خارجی در عراق حمایت می‌کند. طرح بازنشانی استراتژیک شامل چهار اقدام کلیدی است:
- اعتراف به چندپارگی سیاسی و جمعیتی عراق
- اجرای سریع استقرار مجدد نظامی مرحله ای
- ایجاد روش‌های محلی و منطقه ای برای ارتقای امنیت و دیپلماسی در خاورمیانه
- توسعه یک استراتژی کاربردی برای حل مناقشه اعراب و اسرائیل.

این چارچوب در گزارشی در سال۲۰۰۷ توسط مرکز پیشرفت آمریکا، یک اندیشکده مترقی مستقر در واشینگتن، دی سی، ارائه شد

## زمینه
مرکز پیشرفت آمریکا چارچوبی را برای بازنشانی استراتژیک با این فرض ایجاد کرد که «با ورود جنگ عراق به سال پنجم، دولت بوش هنوز فاقد یک برنامه واقع بینانه برای خاورمیانه و عراق است.» همکاران ارشد برایان کاتولیس و لارنس جی. کورب، همراه با پیتر جوول، این طرح را در قالب یک گزارش ۶۴صفحه ای که در ۲۵ ژوئن ۲۰۰۷ منتشر شد، ارائه کردند.
در سال۲۰۰۷، زمانی که ژنرال بازنشسته تفنگداران دریایی آمریکا. جان جی شیهان با انتشار سرمقاله روزنامه در توضیح تصمیم خود مبنی بر عدم پذیرش سمت «تزار جنگ» یا مدیر اجرایی کاخ سفید برای درگیری‌های عراق و افغانستان نوشت:
- «آنچه من در گفتگو با اعضای فعلی و سابق این دولت دریافتم این است که هیچ دیدگاه استراتژیک مورد توافقی در مورد مشکل عراق یا منطقه وجود ندارد…[الف] پس از گفتگوهای متفکرانه با افراد در داخل و خارج از این دولت، به این نتیجه رسیدم که فرایند تصمیم‌گیری کنونی واشینگتن ارتباطی با دیدگاه گسترده‌تر از منطقه و نحوه تطابق بخش‌ها با یکدیگر از نظر استراتژیک ندارد.»[۴]

به نقل از ژنرال شیهان، این گزارش نمونه‌هایی از آنچه به عنوان هفت سال پیشرفت نسبی در خاورمیانه (۱۹۹۴–۲۰۰۰) و پس از هفت سال شکست (۲۰۰۱–۲۰۰۷) توصیف می‌شود، ارائه می‌دهد، مانند:
- افول و بن‌بست روند صلح اعراب و اسراییل و به دنبال آن شکستن جنگ بین اسرائیل و حزب‌الله
- مهار و تحریم عراق در اواخر دهه ۱۹۹۰ با بحران پناهندگان و جنگ جایگزین شد
- نفوذ جهانی جدید ایران و پیشرفت فزاینده در برنامه هسته ای آن
- حرکت حماس از حاشیه به مرکز صحنه سیاسی و پیروزی در انتخابات پارلمانی فلسطین در سال ۲۰۰۶.
- رابطه مستقیم قیمت نفت با افزایش سطح خشونت در خاورمیانه

استراتژی ایالات متحده در عراق در سال۲۰۰۷ بر پیشرفت سیاسی عراق، افزایش تعداد نیروهای آمریکایی در این کشور و تنوع تاکتیک‌ها برای حمایت سیاسی و اقتصادی متکی بود. در حالی که طرفداران بازنشانی استراتژیک از تنوع حمایت می‌کنند، به‌ویژه در مورد «موقعیت استراتژی در یک رویکرد منطقه‌ای»، آنها به شدت با اعزام نیروهای آمریکایی بیشتر به عراق مخالف هستند و معتقدند که «فرض اساسی استراتژی افزایش بوش» این که رهبران عراق تصمیمات کلیدی را برای پیشبرد روند انتقال سیاسی و آشتی ملی کشورشان اتخاذ خواهند کرد، دربهترین حالت اشتباه و آشکارا غیرقابل اجرا است.
در سال۲۰۰۶،گروه مطالعات عراق دو حزبی گزارشی منتشر کرد که در آن بر نیاز به خروج نیروها و تلاش‌های مضاعف دیپلماتیک، از جمله تلاش برای رسیدگی به مناقشه اعراب و اسرائیل تأکید شد.در این گزارش همچنین آمده‌است که دولت عراق «باید بعهده گرفتن مسئولیت امنیت عراق سرعت بخشد» و «مأموریت اصلی نیروهای آمریکایی در عراق باید به پشتیبانی از ارتش عراق تبدیل شود که مسئولیت اصلی عملیات‌های جنگی را برعهده می‌گیرد.»حامیان چارچوب بازنشانی استراتژیک با شرایط اخیر موافق نیستند و ادعا می‌کنند که «گروه خدمات اطلاع‌رسانی در حال بررسی عراقی بود که دیگر وجود ندارد» و اینکه جاسازی نیروهای آمریکایی برای حمایت از عراقیها «مشکلات حفاظت از نیروی غیرقابل کنترلی را برای سربازان آمریکایی ایجاد می‌کند.» بازنشانی استراتژیک به‌جای درگیر کردن آنها در درگیری‌های فرقه‌ای، بر نقش اصلی نیروهای آمریکایی در مبارزه با تروریسم تأکید دارد.همچنین بر ضرورت به رسمیت شناختن آشتی ملی شکست خورده عراق و انطباق سیاست ایالات متحده با تمرکززدایی اجتناب ناپذیر سیاست عراق تأکید می‌کند.
در سال۲۰۰۷،واشینگتن پست پیشنهادی از سوی کاندولیزا رایس، وزیر امور خارجه ایالات متحده را که به‌شکل «توضیح عمومی غیرمعمول دقیق از تلاش جدید آمریکا برای ایجاد یک اتحاد عملی بین اسرائیل و کشورهای عربی میانه‌رو علیه اسرائیل بود، بعنوان «بازنشانی استراتژیک» توصیف کرد.».

## اصول چارچوب بازنشانی استراتژیک
طرفداران بازنشانی استراتژیک معتقدند که قضاوت‌های نادرست دولت فعلی در مورد سیاست عراق، منافع امنیت ملی ایالات متحده را به خطر انداخته‌است و این کشور باید از هم‌اکنون برای جلوگیری از فرسایش بیشتر ارتش خود و مقابله مؤثر با تهدید تروریستی جهانی در حال رشد اقدام کند. این استراتژی مستلزم آن است که نیروهای آمریکایی بسرعت از عراق خارج شوند و در تلاش برای مقابله با این تهدید به خدمت گرفته شوند، درحالی که منابع سیاسی موجود در سراسر خاورمیانه به منظور به حداقل رساندن درگیری درعراق و تضمین ثبات در منطقه به‌طور کلی مستقر شوند. همچنین ایالات متحده را ملزم می‌کند که در چندین جبهه، به ویژه درگیری اعراب و اسرائیل، به منظور ایجاد حمایت بین‌المللی و ترویج تعهد منطقه ای به این ثبات، اقدام کند. یک الزام دیگر این است که جامعه بین‌المللی برای ترویج حاکمیت قانون و تشویق دولت‌های قانونی و غیر تهاجمی در خاورمیانه همکاری کند و از ایجاد «خلاء امنیتی» که توسط القاعده استفاده می‌شود جلوگیری کند.

### انطباق با تکه‌تکه شدن عراق
از سال۲۰۰۵، درگیری‌های فرقه‌ای بزرگ عراق همچنان به ایجاد خشونت در سطوح بالا ادامه داده‌است و عراق نتوانسته راه‌حل سیاسی برای مشکلاتی که به آنها دامن می‌زند، مهندسی کند. در شمال عراق، ترکمن‌ها، کردها و عرب‌ها بر سر صلاحیت حکومت اقلیم کردستان می‌جنگند و ترکیه به حزب کارگران کردستان حمله می‌کند. بترتیب در جنوب و غرب، خشونت و خشونت درون شیعی بین سنی‌های عراق و سنی‌های مرتبط با القاعده وجود دارد. بغداد و مناطق اطراف آن میزبان مرگبارترین خشونت‌ها در قالب جنگ داخلی بین سنی‌ها و شیعیان است.طرفداران بازنشانی استراتژیک خاطرنشان می‌کنند که هیچ پیشرفت قابل توجهی در «معیارهای» تعیین شده توسط کاندولیزا رایس، وزیر امور خارجه ایالات متحده، مانند اصلاح قانون اساسی یا قوانین تنظیم کننده انتخابات استانی، توزیع درآمد نفت، یا رفتار با شهروندانی که در معرض بعث زدایی هستند، حاصل نشده‌است. آنها استدلال می‌کنند که هیچ سیاست واقع بینانه ای نمی‌تواند حل و فصل مناقشات فرقه ای عراق را بر اساس حاکمیت یک مرجع حاکم بر عراق پیش‌بینی کند. برای مثال، در ۲۶ ژوئن۲۰۰۷،کماندوهای عراقی به خانه اسد کمال الهاشمی وزیر فرهنگ یورش بردند، که گمان می‌رود دستور سوءقصدی برای هر دو پسر میثل الالوسی، نماینده پارلمان عراق را صادر کرده‌است. بر اساس گزارش کالج آسیب شناسان آمریکایی، «رهبران عراق اساساً در مورد اینکه عراق چه نوع کشوری است و باید باشد، اختلاف نظر دارند و انتقال سیاسی عراق موفق به رفع این شکاف‌ها نشده‌است. این عدم اجماع سیاسی در میان رهبران عراق منجر به مبارزه خشونت‌آمیز برای قدرت شده‌است.»

#### توقف تسلیح بی قید و شرط نیروهای امنیتی

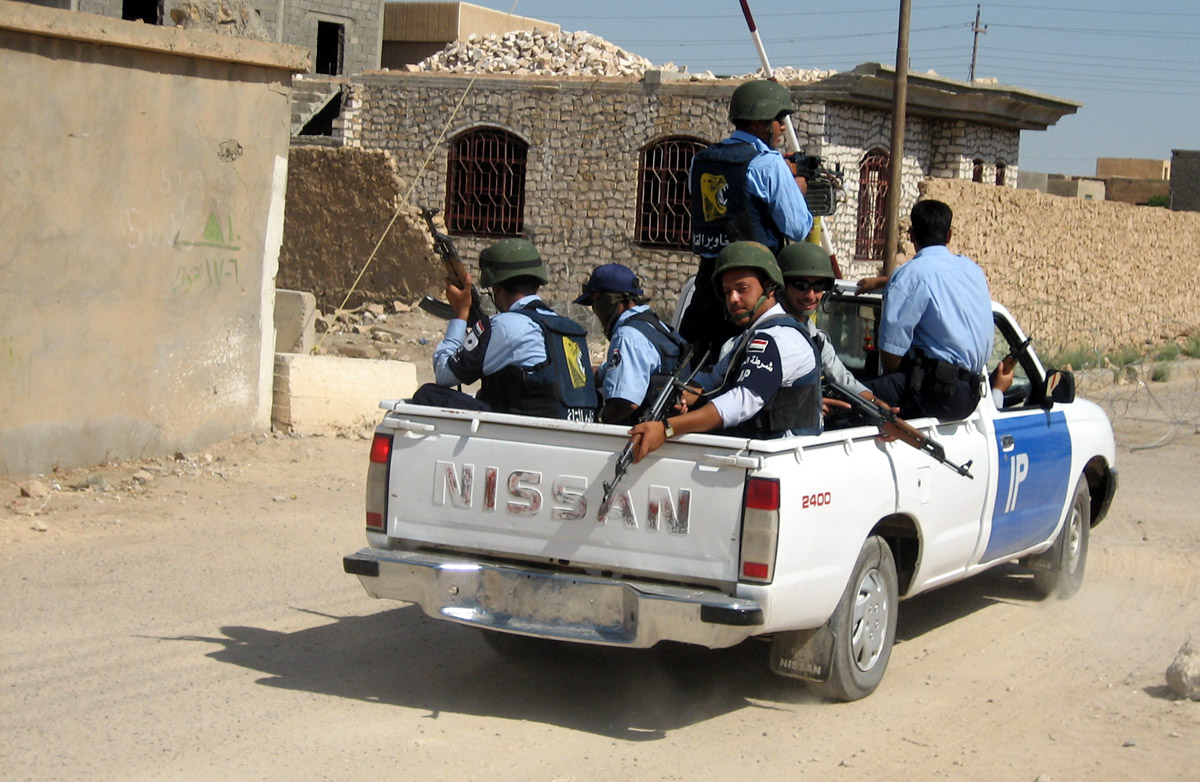
پلیس عراق در حال گشت زنی در کرابیله پس از کشف یک بمب دست‌ساز در یک مدرسه دخترانه است

تحت چارچوب بازنشانی راهبردی، یکی از پاسخ‌های فوری به بن‌بست سیاسی، توقف تدارک مداوم تسلیحات برای نیروهای امنیتی عراق است که تعداد آنها اکنون از ۵۰۰۰۰۰فراتر رفته‌است. بگفته کالج آسیب شناسان آمریکایی، این نیروهای امنیتی که همچنان از حمایت قابل توجه ایالات متحده برخوردار هستند وفاداری‌های تقسیم شده‌ای را نشان می‌دهند که مستقیماً از شکاف در ساختار سیاسی ناشی می‌شود. آنها در فساد، عضویت در شبه نظامیان، جوخه‌های مرگ و کشتن نیروهای آمریکایی که برای آموزش آنها فرستاده شده بودند، دست داشته‌اند. مشکل اساسی نیروهای امنیتی عراق این است که آنها بیعت و در بسیاری از موارد انگیزه دفاع از کشور خود را ندارند. ایالات متحده بیش از ۲۰میلیارد دلار برای ایجاد ارتش ملی و نیروی پلیس هزینه کرده‌است که از اتحاد و حمایت رهبران خود برخوردار استحامیان بازنشانی استراتژیک دو خطر را در ادامه سیاست فعلی تسلیح و آموزش این نیروهای امنیتی می‌بینند: اولین خطر این است که ایالات متحده در حال ارائه تسلیحات به طرف‌های مخالف جنگ داخلی است. بعنوان مثال، متیو ایگلسیاس، که برای آتلانتیک می‌نویسد، گفته‌است:
- کسب و کار او در تسلیح و آموزش نیروهای امنیتی عراق در غیاب راه حل سیاسی فقط اتلاف وقت و پول نیست، بلکه مستقیماً نتیجه معکوس دارد. تسلیحات و منابع مالی ما در مواجهه با پراکندگی سیاسی عمیق به درگیری‌های داخلی دامن می‌زند و مطلقاً هیچ تضمینی وجود ندارد که این سلاح‌ها در سال آینده یا سال بعد از آن علیه چه کسی قرار خواهد گرفت.»[۲۰]

خطر دوم از این واقعیت ناشی می‌شود که اکثریت نیروهای امنیتی عراق را شیعیان تشکیل می‌دهند که «برخی از نزدیک‌ترین متحدان بزرگترین رقیب آمریکا درخاورمیانه ایران» را تشکیل می‌دهند.

#### عدم تمرکز
پاسخ دوم به پراکندگی در سیاست عراق، تمرکززدایی از سیاست و ساختار قدرت ایالات متحده درعراق است. چارچوب راهبردی بازنشانی مستلزم تخصیص مجدد پرسنل سفارت ایالات متحده در بغداد به «پستگاه‌های استانی» مستقر درسراسر عراق است. همچنین از ایالات متحده می‌خواهد که از ساخت سفارت جدید دربغداد، که پیش‌بینی می‌شود بزرگترین سفارت جهان باشد، صرف نظر کند. بر اساس این گزارش، اتخاذ این رویکرد عمل‌گرایانه و محلی برای استقرار دیپلمات‌ها و کارمندان اطلاعاتی نشان‌دهنده پیشرفت در سه جبهه است: این رویکرد پایگاه‌هایی را برای عملیات اطلاعاتی برای مقابله با تروریسم فراهم می‌کند، به مقامات آمریکایی اجازه می‌دهد تا از ۲میلیون نفر در داخل عراق حمایت کنسولی کنند. افراد آواره، و پرسنل ایالات متحده را بروابط کاری نزدیک تر با نهادهای محلی عراق وارد کنید.

### استقرار مجدد نظامی مرحله به مرحله
استقرار مجدد مرحله‌ای، دومین پایه اصلی چارچوب بازنشانی استراتژیک است. این طرح از ایالات متحده می‌خواهد که فوراً اعلام کند «قصد ندارد پایگاه‌های نظامی یا نیروهای دائمی را در عراق حفظ کند» و ساختار استقرار جدیدی را آغاز کند که به نیروهایی که در حال حاضر در عراق خدمت می‌کنند اجازه می‌دهد تا به خانه خود برگردند، در حالی که نیروهای ورودی ماموریت‌های ضد تروریستی را از مکان‌ها انجام می‌دهند. مانند ترکیه، افغانستان و کویت. یک نیروی موقت ۸۰۰۰تا ۱۰۰۰۰نفری باید تا سال۲۰۰۹ در شمال عراق باقی بماند، اما تقریباً تمام نیروهای دیگر تا سپتامبر۲۰۰۸ عراق را ترک خواهند کرد. استقرار مجدد برای استراتژی بازنشانی، عمدتاً به دلیل پتانسیل آن برای تضعیف تروریسم بسیار مهم است: طرفداران استدلال می‌کنند که حضور نظامی ایالات متحده درعراق به القاعده ابزار قدرتمندی برای جذب نیرو و همچنین توجیه ایدئولوژیکی برای ادامه خشونت می‌دهد. آنها استدلال می‌کنند که مخرب‌ترین ضربه ای که ایالات متحده می‌تواند به چنین سازمان‌هایی در عراق وارد کند، عقب‌نشینی است. ایمن الظواهری در ۵می۲۰۰۷ گفت که استقرار مجدد پیشنهادی ایالات متحده «فرصت نابودی نیروهای آمریکایی را که در یک تله تاریخی گرفتار شده‌ایم از ما سلب می‌کند.»
بازنشانی نیروهای آمریکایی از عراق خارج می‌شود و درعین حال توانایی حمله به اهداف تروریستی در آنجا و جاهای دیگر حفظ می‌شود. «ساختار نیروی ایالات متحده پس از استقرار مجدد در خاورمیانه شامل: یک تیپ ارتش و یک اسکادران هوایی تاکتیکی مستقر در کویت؛ دو تیپ متحرک ارتش سبک مستقر درمناطق شمال کردستان [عراق]؛ یک واحد اعزامی دریایی شناور درخلیج فارس و چهار تا پنج تیپ رزمی ارتش مستقر در افغانستان برای تکمیل مأموریت ناتمام ریشه کنی القاعده در آنجا است.

### امنیت و دیپلماسی
این طرح استقرار مجدد را با ابتکاراتی برای ارتقای امنیت و دیپلماسی درخاورمیانه ترکیب می‌کند. این شامل:
- افزایش تلاش‌ها برای جلب همکاری کشورهای همسایه عراق در پیشرفت منطقه ای به سمت ثبات. این استراتژی پیشنهاد می‌کند که این همسایگان با هشدار دادن به هزینه‌های محلی بالقوه بی‌ثباتی بیشتر درگیر شوند. همچنین نشان می‌دهد که حضور نیروهای ایالات متحده به‌عنوان یک عامل بازدارنده برای کسانی عمل می‌کند که در غیر این صورت ممکن است وسوسه شوند از ضعف فعلی عراق سوء استفاده کنند.[۲۶]
- تدابیر ویژه برای جلوگیری از تشدید درگیری بین کردها، ترکمنها و اعراب در نزدیکی شهر شمالی کرکوک. کرکوک، غنی از نفت و دارای اکثریت کردها، موضوع یک همه‌پرسی برنامه‌ریزی شده‌است که انتظار می‌رود منجر به تبدیل شدن این شهر به کردستان عراق شود - چشم‌اندازی که برای اقلیت‌های کرکوک و همچنین همسایگانش ترکیه و سوریه ترسناک است.[۲۷]
- ابتکارات امنیتی با هدف بازگشت جهادیانی که پس از خروج ایالات متحده از عراق، برای یافتن اهدافی برای خشونت در کشورهای خود بازمی‌گردند. بازنشانی استراتژیک بر روی ارتباطات ایجاد شده بین شبکه‌های اطلاعاتی و مقامات محلی با افزایش تلاش‌های دیپلماتیک سرمایه‌گذاری می‌کند.[۲۸]
- کمک‌های بشردوستانه به پناهندگان عراقی حدود ۴ میلیون عراقی بر اثر درگیری آواره شده‌اند و به مصر، سوریه، اردن و کشورهای منطقه خلیج فارس گریخته‌اند. یا به مکان‌هایی که عمدتاً در جنوب و مرکز عراق هستند.[۲۹] هدف این استراتژی ایجاد حمایت بین‌المللی برای این افراد آواره است. همچنین پیشنهاد می‌کند که به دلایل اخلاقی و سیاسی، ایالات متحده باید تعداد پناهندگان عراقی را که سالانه می‌پذیرد، از ۷۰۰۰ نفر فعلی به ۱۰۰۰۰۰ نفر افزایش دهد.[۳۰]

### درگیری اعراب و اسرائیل

سد کرانه باختری اسرائیل

بازنشانی استراتژیک مستلزم آن است که تلاش‌های دیپلماتیک ایالات متحده برای حل مناقشه اعراب و اسرائیل به‌طور قابل توجهی ارتقا یابد. اولین دلیل اصلی برای این الزام این است که در نظر گرفته می‌شود که درگیری اثرات بی‌ثبات کننده عمیقی برکل منطقه دارد. دوم این است که از آنجایی که درگیری به عنوان نیروی محرکه احساسات ضد آمریکایی تلقی می‌شود،افزایش مشارکت آمریکا در روند صلح، ایالات متحده را در موقعیت سیاسی قوی تری در منطقه قرار می‌دهد. این استراتژی از پرزیدنت بوش می‌خواهد که یک نماینده خاورمیانه و دو سفیر ارشد را بعنوان گام اولیه در این مسیر منصوب کند.مراحل کلیدی بیشتر شامل موارد زیراست:
- استراتژی‌هایی برای مدیریت بحران‌هایی مانند درگیری فتح و حماس
- ارائه یک چارچوب دیپلماتیک برای هماهنگی پیشنهادها صلح منطقه ای و بین‌المللی
- ارتباط دیپلماتیک با ایران و سوریه مشابه استراتژی دیپلماتیک جنگ سرد آمریکا با چین و اتحاد جماهیر شوروی است
- حمایت از حاکمیت قانون «هدفمند هوشمندانه» برای کاهش خلاء امنیتی ناشی از بی‌ثباتی سیاسی[۳۳]

## انتقادات
دیوید گودن می‌نویسد، از این پیشنهاد به عنوان "لیبرالیسم امپراتوری" انتقاد کرده و مدعی شده‌است که "اشغال‌های نظامی خارجی علت اصلی تروریسم اسلامی هستند" و"طرح مرکز پیشرفت آمریکا زیرا «بازنشانی استراتژیک» به صلحی پایدار یا عادلانه دست نخواهد یافت.»